# Deutscher Frauenverein für die Ostmarken
Der Deutsche Frauenverein für die Ostmarken war eine deutschnationale Frauenorganisation in den Ostgebieten des Deutschen Kaiserreiches. Sie bestand von 1896 bis 1934.

## Geschichte
1894 wurde der Verein für die Förderung des Deutschtums in den Ostmarken in Posen gegründet. Er wollte vor allem eine stärkere Germanisierung und strukturelle Eingliederung der östlichen Gebiete des Deutschen Kaiserreiches befördern, besonders in der Provinz Posen. Diese Gebiete waren 1772 bzw. 1793 zum Königreich Preußen gekommen, hatten aber weiterhin eine zum überwiegenden Teil polnische Bevölkerung.
1895 wurde eine Frauengruppe innerhalb des Vereins gegründet. Aus dieser entstand
1896 der selbstständige   Deutsche Frauenverein für die Ostmarken, der aber weiter eng mit dem bisherigen Verein verbunden blieb. Er war der erste besonders  deutschnationale Frauenverein im Deutschen Kaiserreich, was ungewöhnlich war, da in diesem gesellschaftlichen Bereich  Frauen in der Regel nur untergeordnete Rollen spielen sollten. Wahrscheinlich war die besondere Situation in diesen Gebieten von Bedeutung, aber möglicherweise auch  das Vorbild polnischer Frauen, die sich stärker gesellschaftlich engagierten als deutsche Frauen.
Hauptanliegen des neuen  Frauenvereins war die Unterstützung der deutschen Bevölkerung in diesen Gebieten, vor allem in der Krankenpflege, Kinderbetreuung und weiteren sozialen Tätigkeiten.
Einige Frauen aus dem Posener Ortsverband forderten aber auch eine stärkere Einbeziehung von Frauen in gesellschaftliche Strukturen.
Über die weitere Entwicklung des Vereins gibt es nur wenige Informationen. Er blieb auch nach der Eingliederung der deutschen Provinzen Posen und Westpreußen in den neuen polnischen Staat 1919 bestehen und strebte eine Rückkehr an das Deutsche Reich an, wie auch der Deutsche Ostmarkenverein. Um 1920/21 schloss er sich dem neuen deutschnationalen Dachverband Ring Nationaler Frauen an.
1934 wurde der Deutsche Frauenverein für die Ostmarken aufgelöst, wie auch der Deutsche Ostmarkenverein.

## Strukturen
Der Deutsche Frauenverein für die Ostmarken hatte einen verhältnismäßig hohen Anteil von Frauen aus dem mittleren Bürgertum, von denen einige auch als Lehrerinnen und in weiteren sozialen Berufen tätig waren. Dieses ergab sich aus der sozialen Struktur der deutschen Bevölkerung in diesen Gebieten, die zu einem größeren Teil aus Beamten und anderen gesellschaftlich höher gestellten Personen bestand, die für die Verwaltung dieser Gebiete zugereist waren.
Die Mitgliederzahlen waren
- 1900 1000 in 16 Ortsvereinen,
- 1905 2000 in 20 Ortsvereinen,
- 1910 2350 in 26 Ortsvereinen und
- 1914 3415 in 30 Ortsvereinen

Diese Angaben beruhten auf Angaben des Vereins und waren  wahrscheinlich etwas zu hoch.
Vorsitzende waren
- Gräfin von Monts, 1896–1902
- Ottilie von Hansemann, 1902–1909, Ehefrau des Ostmarkenvereinsvorsitzenden Ferdinand von Hansemann,
- Christine Raschdau, 1909–?